# Kekhvi
Kekhvi (gruzínsky: კეხვი Kekhvi, osetsky: Чъех Chekh, rusky: Кехви Kekhvi) je gruzínská obec opuštěná od roku 2008, kdy vypukla rusko-gruzínská válka (též jako válka v Jižní Osetii). Nachází se v okrese Gori v Gruzii. Od roku 2008 náleží k Jižní Osetii.